# Rádio Olinda
Rádio Olinda é uma emissora de rádio sediada em Recife, cidade do estado de Pernambuco. Ópera em FM 105,3 MHz e faz parte da comunicação da Arquidiocese de Olinda e Recife e trabalha com uma programação direcionada a religião, música, prestação de serviços, esportes e jornalismo. A Rádio tem um alcance de cerca de 100 Km de raio, atingindo as cidades de Recife e Região Metropolitana.

## História
A emissora nasceu em 8 de dezembro de 1953, por Arlindo Cardoso de Moura, como finalidade de atender os interesses políticos do ex-governador de Pernambuco, Agamenon Magalhães. A partir dos anos 1960 pra frente, a emissora foi adquirida pela Arquidiocese de Olinda e Recife, com uma nova missão de levar o evangelho não só para região metropolitana, como para todo o estado. Apesar disso, a emissora só foi readquirida pela Arquidiocese em 2008, após os Padres Paulinos que assumiram a rádio na época da ditadura militar terem botado a venda nesse ano e com forte interesse de compra pelas igrejas evangélicas.
Em 19 de junho de 2019, a ANATEL autorizou sua migração para o dial FM, onde ocupa a frequência 105,3 MHz.
Depois de meses de preparação, havia sido anunciada a migração para FM 105.3 MHz, no dia 25 de março de 2020, com uma celebração da anunciação da Virgem Maria, mas, devido ao início da pandemia do coronavírus, a migração foi adiada, mas a celebração aconteceu via redes sociais.
Com isso, no dia 29 de maio foi anunciada a migração oficial para a nova frequência e a inauguração foi no dia 31 de maio, com a celebração de Pentecostes na catedral da arquidiocese. Os testes começaram no fim da tarde do dia anterior.
No dia 13 de junho de 2021, considerado o Dia de Santo Antônio – Padroeiro da Arquidiocese de Olinda e Recife, foi realizado o desligamento da frequência AM 1030, em cerimônia realizada no terreno da antiga Rádio Continental AM 1380, onde a Rádio Olinda operava seu transmissor AM e que contou com as presenças do Arcebispo Metropolitano de Olinda e Recife, Dom Antônio Fernando Saburido, do Vigário-Geral e Diretor-Executivo da Emissora, o Monsenhor Luciano José Rodrigues Brito e de um dos comunicadores da emissora, o radialista Ivanildo Silva, além de fieis residentes em áreas próximas. O evento, iniciado às 14h, foi transmitido ao vivo pela emissora. 